# MITD1
MITD1 (англ. Microtubule interacting and trafficking domain containing 1) – білок, який кодується однойменним геном, розташованим у людей на 2-й хромосомі. Довжина поліпептидного ланцюга білка становить 249 амінокислот, а молекулярна маса — 29 314.
| 10         |  | 20         |  | 30         |  | 40         |  | 50         |
| ---------- |  | ---------- |  | ---------- |  | ---------- |  | ---------- |
| MAKSGLRQDP |  | QSTAAATVLK |  | RAVELDSESR |  | YPQALVCYQE |  | GIDLLLQVLK |
| GTKDNTKRCN |  | LREKISKYMD |  | RAENIKKYLD |  | QEKEDGKYHK |  | QIKIEENATG |
| FSYESLFREY |  | LNETVTEVWI |  | EDPYIRHTHQ |  | LYNFLRFCEM |  | LIKRPCKVKT |
| IHLLTSLDEG |  | IEQVQQSRGL |  | QEIEESLRSH |  | GVLLEVQYSS |  | SIHDREIRFN |
| NGWMIKIGRG |  | LDYFKKPQSR |  | FSLGYCDFDL |  | RPCHETTVDI |  | FHKKHTKNI  |

A: Аланін

C: Цистеїн

D: Аспарагінова кислота

E: Глутамінова кислота

F: Фенілаланін

G: Гліцин

H: Гістидин

I: Ізолейцин

K: Лізин

L: Лейцин

M: Метіонін

N: Аспарагін

P: Пролін

Q: Глутамін

R: Аргінін

S: Серин

T: Треонін

V: Валін

W: Триптофан

Задіяний у таких біологічних процесах, як транспорт, клітинний цикл, поділ клітини. 
Локалізований у мембрані, ендосомах.